# Eurotram

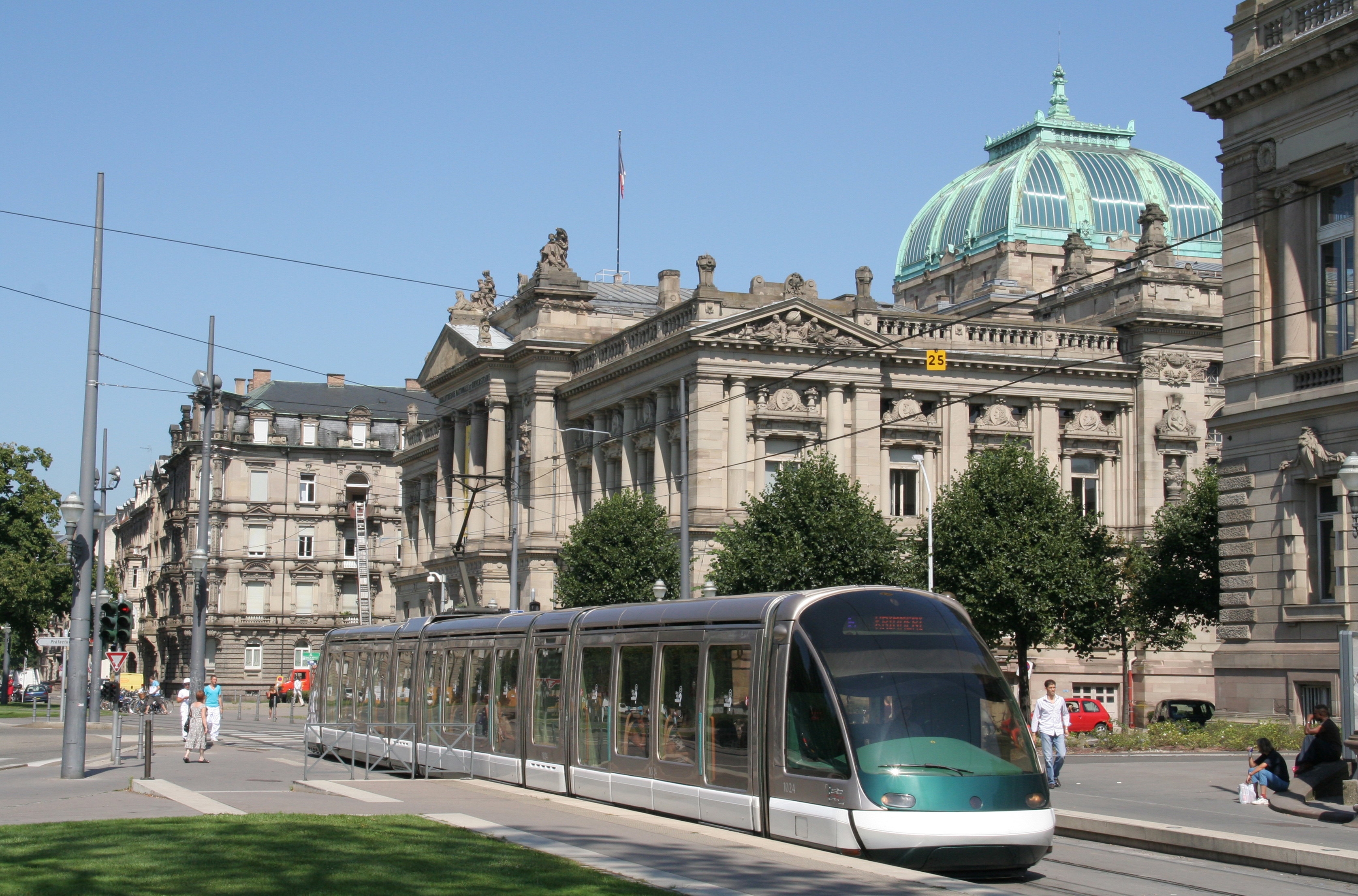
Eurotram in Straatsburg

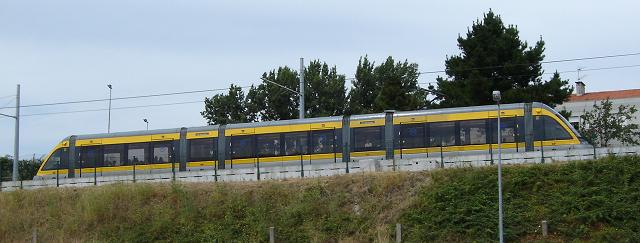
Eurotram in Porto

De Eurotram is een lagevloertram van rollendmaterieelfabrikant Bombardier Transportation. 

## Geschiedenis
Begin jaren negentig heeft het Italiaanse bedrijf Socimi de Eurotram ontwikkeld voor het nieuwe trambedrijf van Straatsburg (geopend in november 1994). Men ontwierp een tram bestaande uit drie lange tussenbakken en vier korte bakken waaronder de wielen zitten. De bakken aan de uiteinden zijn zo kort dat er alleen ruimte is voor de bestuurder. De Belg Philippe Neerman is verantwoordelijk voor het design. De Eurotram wordt gekenmerkt door het grote glasoppervlak en de grote enkelvoudige schuifdeuren.
Socimi ging echter failliet en de opdracht werd overgenomen door het Zweeds-Zwitserse ABB (Asea Brown Boveri) die de trams liet bouwen in haar fabriek in York.  Bombardier bood tot 2004 deze tram aan onder de naam Flexity Outlook (E).

## Leveringen
Het Straatsburgse stadsvervoerbedrijf CTS bezit 36 7-delige trams (33,10 meter lang) met een breedte van 2,40 meter en 66 zitplaatsen. CTS bezit ook nog 17 9-delige Eurotrams (43 meter lang) met een breedte van 2,44 meter en 92 zitplaatsen.  → Tram van Straatsburg
In de 21e eeuw is de Eurotram ook geleverd aan Porto (72 stuks) en Milaan (26 stuks). Sinds 2001 wordt de Eurotram geleverd door rechtsopvolger Bombardier Transportation.